# Список соединений и частей, награждённых орденами за боевые заслуги во время Сталинградской битвы

Орден Ленина

Орден Красного Знамени

Орден Красной Звезды

Здесь приводится список соединений и частей, награждённых орденами за боевые заслуги во время Сталинградской битвы.
Сталинградская битва проходила с 17 июля 1942 года по 2 февраля 1943 года. За это время в ней приняло участие большое количество частей и соединений РККА, ВМФ и НКВД СССР. Наиболее отличившиеся части и соединения были преобразованы в гвардейские, отличившиеся при обороне или взятии населённых пунктов получили почётные наименования связанные с этим пунктами. Одной из форм поощрения отличившихся частей и соединений было награждение орденами. Награждение орденами не меняло штатное расписание или боевой состав части или соединения. Название ордена включалось в полное наименование части. Например, 10-я Сталинградская ордена Ленина стрелковая дивизия внутренних войск НКВД СССР. Для награждения было использовано три ордена: орден Ленина, орден Красного Знамени и орден Красной Звезды. Общее количество награждений орденами — 61.
Во время Великой Отечественной войны практика награждения частей и соединений орденами была довольно распространённой. Например, орденом Красное Знамя за время Великой Отечественной войны было произведено более 3270 награждений. Первым соединением награждённым орденом Красного Знамени была 99-я стрелковая дивизия, которая 23 июня 1941 года освободила город Перемышль и удерживала его до 27 июня. Орденом Красной Звезды было награждено 1 740 соединений и частей. Орденом Ленина было награждено 207 воинских частей и соединений. Всего за период Великой Отечественной войны разными орденами было произведено 10900 награждений воинских частей (включая корабли) и подразделений.
27 декабря 1943 года Генеральный штаб Красной армии издал директиву № Орг/2/2143н/с определяющую последовательность именования частей и соединений награждённых орденами и носящих почётные наименования. Этот порядок выглядел следующим образом: номер части или соединения; статус «отдельная» (при необходимости); почётное звание «гвардейская»; род войск; присвоенное наименование («Сталинградская», «Волжский» и т. д.); полученные правительственные награды («ордена Ленина», «ордена Красной Звезды» и т. д., а для награждённых орденом Красного Знамени «Краснознамённая»). Если части и соединения были награждены несколькими орденами, их последовательность наименований определялась Приказом НКО № 240 от 1943 года; тип части (рота, батарея, батальон, дивизион, полк, бригада, дивизия, корпус); имя, присвоенное части или соединению (имени Верховного Совета РСФСР, имени Александра Матросова и т. д.).

## Список

### Орден Ленина

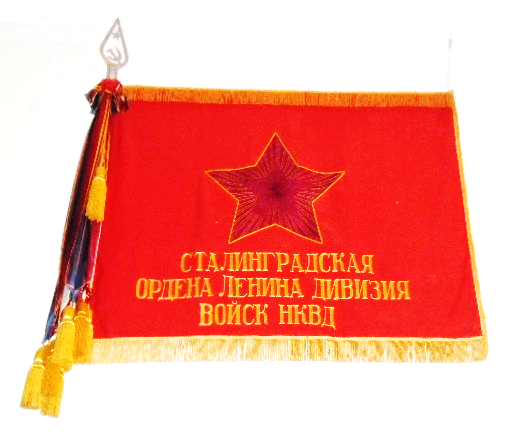
Знамя 10-й стрелковой Сталинградской ордена Ленина дивизии внутренних войск НКВД

| Действительное наименование части или соединения         | Дата награждения    | Комментарии                                                                                        |
| -------------------------------------------------------- | ------------------- | -------------------------------------------------------------------------------------------------- |
| 10-я стрелковая дивизия внутренних войск НКВД            | 2 декабря 1942 года | преобразована в 181-ю стрелковую дивизию                                                           |
| 5-я истребительно-противотанковая артиллерийская бригада | 31 марта 1943 года  | закончила войну 9 мая 1945 года                                                                    |
| 4-й гвардейский миномётный полк                          | 15 марта 1943 года  | закончил войну 11 мая 1945 года                                                                    |
| 1250-й истребительно-противотанковый артиллерийский полк | 31 марта 1943 года  | закончил войну 3 мая 1945 года                                                                     |
| 97-й отдельный истребительно-противотанковый дивизион    | 31 марта 1943 года  | 1 марта 1943 года преобразован в 84-й отдельный гвардейский истребительно-противотанковый дивизион |

### Орден Красного Знамени
| Действительное наименование части (корабля) или соединения                                         | Дата награждения     | Комментарии                                                                                                |
| -------------------------------------------------------------------------------------------------- | -------------------- | --- |
| Сталинградский корпусный район ПВО                                                                 | 6 февраля 1943 года  | 21 апреля 1944 года переформирован в 9-й корпус ПВО                                                        |
| 13-я гвардейская стрелковая дивизия                                                                | 31 марта 1943 года   | окончила войну 11 мая 1945 года                                                                            |
| 35-я гвардейская стрелковая дивизия                                                                | 31 марта 1943 года   | окончила войну 9 мая 1945 года                                                                             |
| 37-я гвардейская стрелковая дивизия                                                                | 28 апреля 1943 года  | окончила войну 9 мая 1945 года                                                                             |
| 39-я гвардейская стрелковая дивизия                                                                | 31 марта 1943 года   | окончила войну 9 мая 1945 года                                                                             |
| 61-я стрелковая дивизия                                                                            | 28 апреля 1943 года  | окончила войну 15 мая 1945 года                                                                            |
| 102-я истребительная авиационная дивизия ПВО                                                       | 6 февраля 1943 года  | преобразована во 2-ю гвардейская истребительную авиационную дивизию ПВО                                    |
| 193-я стрелковая дивизия                                                                           | 28 апреля 1943 года  | окончила войну 9 мая 1945 года                                                                             |
| 196-я стрелковая дивизия                                                                           | 31 марта 1943 года   | окончила войну 9 мая 1945 года                                                                             |
| 284-я стрелковая дивизия                                                                           | 8 февраля 1943 года  | 1 марта 1943 года преобразована в 79-ю гвардейскую стрелковую дивизию                                      |
| 17-я гвардейская миномётная бригада                                                                | 15 марта 1943 года   | окончила войну 3 мая 1945 года                                                                             |
| 42-я стрелковая бригада                                                                            | 31 марта 1943 года   | обращена на формирование 226-й стрелковой дивизии                                                          |
| 43-я отдельная инженерная бригада спецназначения                                                   | 31 марта 1943 года   | 8 мая 1944 года переформирована в 23-ю моторизованную штурмовую инженерно-саперную бригаду                 |
| 92-я стрелковая бригада                                                                            | 31 марта 1943 года   | обращена на формирование 93-й гвардейской дивизии                                                          |
| 124-я отдельная стрелковая бригада                                                                 | 31 марта 1943 года   | расформирована                                                                                             |
| 91-й стрелковый полк войск НКВД по охране особо важных предприятий промышленности и железных дорог | 22 февраля 1943 года | обращён на формирование 29-й отдельной стрелковой бригады войск НКВД СССР по охране железных дорог         |
| 270-й стрелковый полк внутренних войск НКВД (10-й стрелковой дивизии внутренних войск НКВД СССР)   | 10 февраля 1943 года | расформирован 27 октября 1942 года                                                                         |
| 344-й стрелковый полк (138-й стрелковой дивизии)                                                   | 22 февраля 1943 года | с 21 апреля 1943 года преобразован в 204-й гвардейский стрелковый полк 70-й гвардейской стрелковой дивизии |
| 1168-й стрелковый полк (346-й стрелковой дивизии)                                                  | 31 марта 1943 года   | закончил войну 9 мая 1945 года                                                                             |
| 17-й гвардейский отдельный танковый полк (1-го гвардейского механизированного корпуса)             | 26 декабря 1942 года | переформирован в 401-й гвардейский самоходный артиллерийский полк                                          |
| 7-й гвардейский пушечный артиллерийский полк                                                       | 31 марта 1943 года   | закончил войну 9 мая 1945 года                                                                             |
| 671-й пушечный артиллерийский полк                                                                 | 31 марта 1943 года   | преобразован в 170-й гвардейский пушечный артиллерийский полк                                              |
| 321-й артиллерийский полк (91-й стрелковой дивизии                                                 | 31 марта 1943 года   | закончил войну 9 мая 1945 года                                                                             |
| 331-й гаубичный артиллерийский полк                                                                | 31 марта 1943 года   | закончил войну 29 ноября 1944 года                                                                         |
| 22-й гвардейский артиллерийский полк (3-й гвардейской стрелковой дивизии)                          | 10 февраля 1943 года | закончил войну 9 мая 1945 года                                                                             |
| 25-й гвардейский казачий кавалерийский полк (6-й гвардейской кавалерийской дивизии)                | 22 февраля 1943 года | закончил войну 9 мая 1945 года                                                                             |
| 57-й артиллерийский полк (95-й стрелковой дивизии)                                                 | 2 февраля 1943 года  | 1 марта 1943 года преобразован в 159-й гвардейский артиллерийский полк                                     |
| 77-й артиллерийский полк (29-й стрелковой дивизии)                                                 | 2 декабря 1942 года  | 1 марта 1943 года преобразован в 155-й гвардейский артиллерийский полк                                     |
| 915-й артиллерийский полк (346-й стрелковой дивизии)                                               | 31 марта 1943 года   | закончил войну 9 мая 1945 года                                                                             |
| 979-й артиллерийский полк (173-й стрелковой дивизии)                                               | 31 марта 1943 года   | 1 марта 1943 года преобразован в 136-й гвардейский артиллерийский полк                                     |
| 1180-й истребительно-противотанковый артиллерийский полк                                           | 31 марта 1943 года   | 10 августа 1943 года преобразован в 277-й гвардейский истребительно-противотанковый артиллерийский полк    |
| 1184-й истребительно-противотанковый артиллерийский полк                                           | 31 марта 1943 года   | закончил войну 9 мая 1945 года                                                                             |
| 5-й гвардейский миномётный полк                                                                    | 15 марта 1943 года   | закончил войну 11 мая 1945 года                                                                            |
| 18-й гвардейский миномётный полк                                                                   | 15 марта 1943 года   | закончил войну 9 мая 1945 года                                                                             |
| 19-й гвардейский миномётный полк                                                                   | 15 марта 1943 года   | закончил войну 9 мая 1945 года                                                                             |
| 21-й гвардейский миномётный полк                                                                   | 15 марта 1943 года   | закончил войну 11 мая 1945 года                                                                            |
| 23-й гвардейский миномётный полк                                                                   | 15 марта 1943 года   | закончил войну 9 мая 1945 года                                                                             |
| 45-й гвардейский миномётный полк                                                                   | 4 февраля 1943 года  | закончил войну 9 мая 1945 года                                                                             |
| 51-й гвардейский миномётный полк                                                                   | 15 марта 1943 года   | закончил войну 9 мая 1945 года                                                                             |
| 85-й гвардейский миномётный полк                                                                   | 15 марта 1943 года   | закончил войну 3 мая 1945 года                                                                             |
| 92-й гвардейский миномётный полк                                                                   | 15 марта 1943 года   | закончил войну 9 мая 1945 года                                                                             |
| 93-й гвардейский миномётный полк                                                                   | 15 марта 1943 года   | закончил войну 9 мая 1945 года                                                                             |
| 94-й гвардейский миномётный полк                                                                   | 15 марта 1943 года   | закончил войну 9 мая 1945 года                                                                             |
| 110-й отдельный гвардейский миномётный дивизион                                                    | 15 марта 1943 года   | 3 августа 1944 года преобразован в 1-й миномётный дивизион 19-го гвардейского миномётного полка            |
| 46-й отдельный дивизион бронепоездов войск НКВД                                                    | 31 марта 1943 года   | закончил войну 23 марта 1945 года                                                                          |
| 561-й отдельный радиодивизион «Осназ»                                                              | 22 февраля 1943 года | закончил войну 11 мая 1945 года                                                                            |
| 26-й отдельный моторизованный понтонно-мостовой батальон                                           | 19 марта 1943 года   | закончил войну 9 мая 1945 года                                                                             |
| 44-й отдельный моторизованный понтонно-мостовой батальон                                           | 31 марта 1943 года   | закончил войну 11 мая 1945 года                                                                            |
| 103-й отдельный моторизованный понтонно-мостовой батальон                                          | 31 марта 1943 года   | закончил войну 11 мая 1945 года                                                                            |
| 107-й отдельный моторизованный понтонно-мостовой батальон                                          | 31 марта 1943 года   | закончил войну 11 мая 1945 года                                                                            |
| 591-й отдельный саперный батальон 300-й стрелковой дивизии                                         | 31 марта 1943 года   | 16 апреля 1943 года преобразован в 100-й гвардейский отдельный сапёрный батальон                           |
| 700-й отдельный саперный батальон                                                                  | 28 апреля 1943 года  | закончил войну 10 сентября 1944 года                                                                       |
| Канонерская лодка «Чапаев»                                                                         | 27 февраля 1943 года | закончила войну 2 февраля 1943 года                                                                        |
| Канонерская лодка «Усыскин»                                                                        | 27 февраля 1943 года | закончила войну 2 февраля 1943 года                                                                        |

### Орден Красной Звезды
| Действительное наименование части                | Дата награждения   | Комментарии                     |
| ------------------------------------------------ | ------------------ | ------------------------------- |
| 45-й отдельный пулемётно-артиллерийский батальон | 5 ноября 1942 года | расформирован                   |
| 801-я отдельная кабельно-шестовая рота           | 31 марта 1943 года | закончила войну 9 мая 1945 года |

### Основные источники
- Основным источником при составлении списка была: Сталинградская битва. Июль 1942 — февраль 1943: энциклопедия / Под ред. М. М. Загорулько. — 5-е изд., испр. и доп. — Волгоград: Издатель, 2012. — 800 с. — ISBN 978-5-9233-0797-9.;
- Наименования частей приводятся в соответствии с «Перечнями частей со сроками вхождения их в состав Действующей армии в годы Великой Отечественной войны 1941-1945 гг.», приведёнными в разделе «Литература».

## Комментарии
1. ↑  в это число включены соединения, части, подразделения и предприятия награждённые орденом Красного Знамени
2. ↑  примечательно, что начальником штаба 99-й стрелковой дивизии был полковник С. Ф. Горохов, который во время Сталинградской битвы командовал 124-й отдельной стрелковой бригадой, которая была награждена орденом Красного Знамени.
3. ↑  среди награждённых 14 чехословацких и польских частей